# 開普梅縣 (新澤西州)
開普梅縣（英語：Cape May County）是美国新泽西州最南部的一個縣，位於特拉华湾和大西洋之間，面積1,607平方公里。根據2020年美國人口普查，共有人口95,263人。縣治開普梅法院（Cape May Court House）。該縣成立於1692年11月12日，縣名紀念荷兰探險家科內琉斯·梅伊（Cornelius May）。